# Teteringen

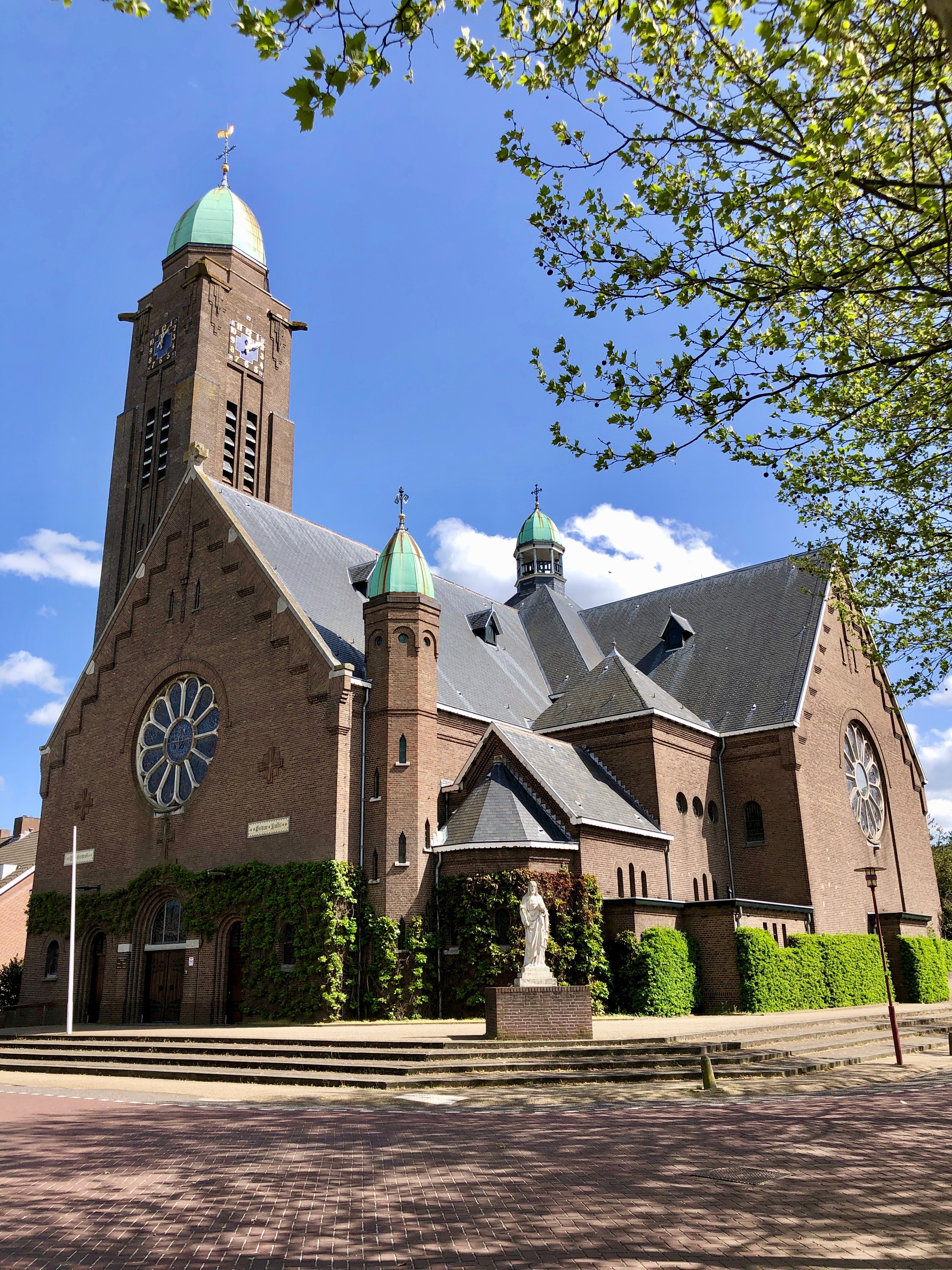
Willibrorduskerk

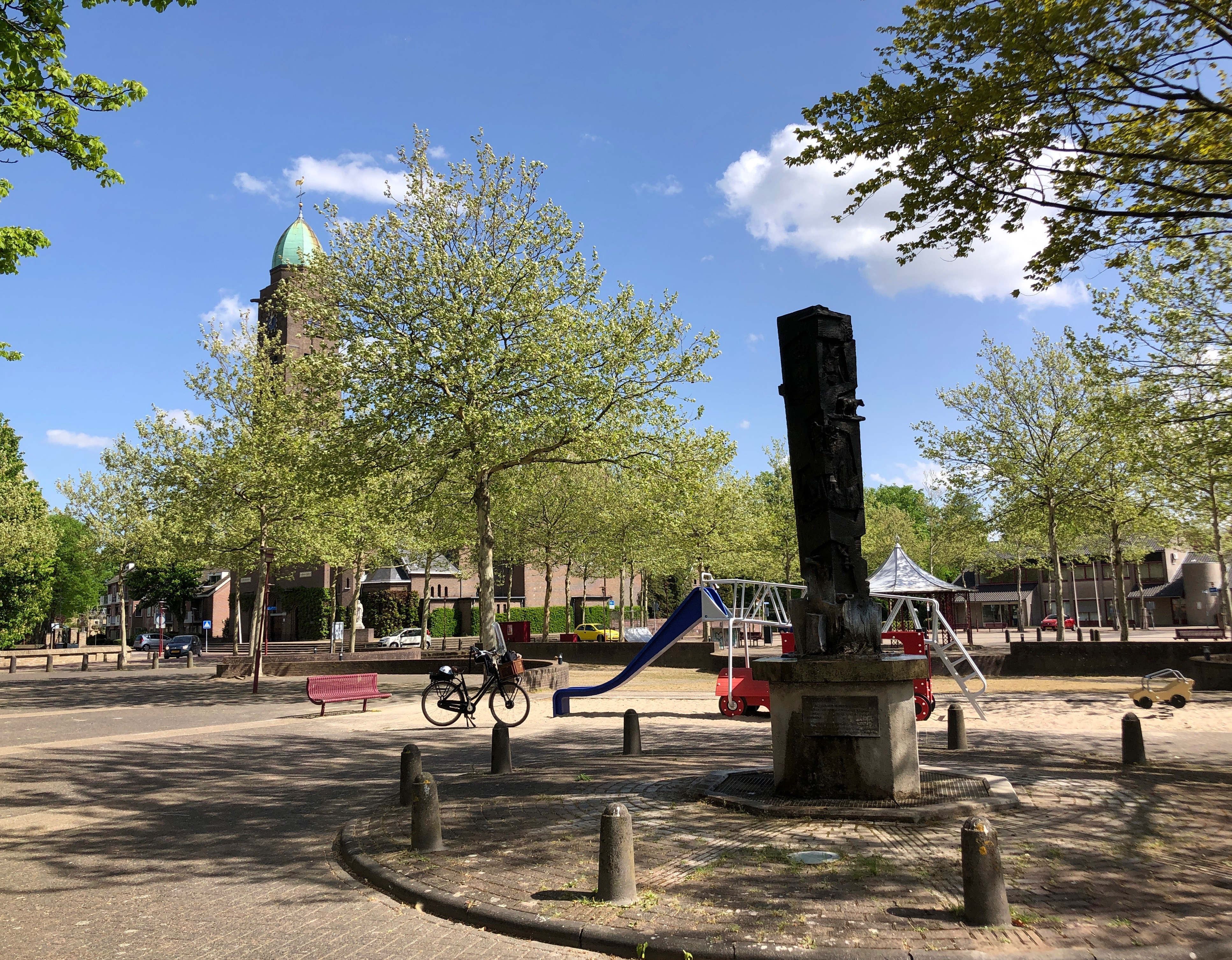
Willem-Alexanderplein

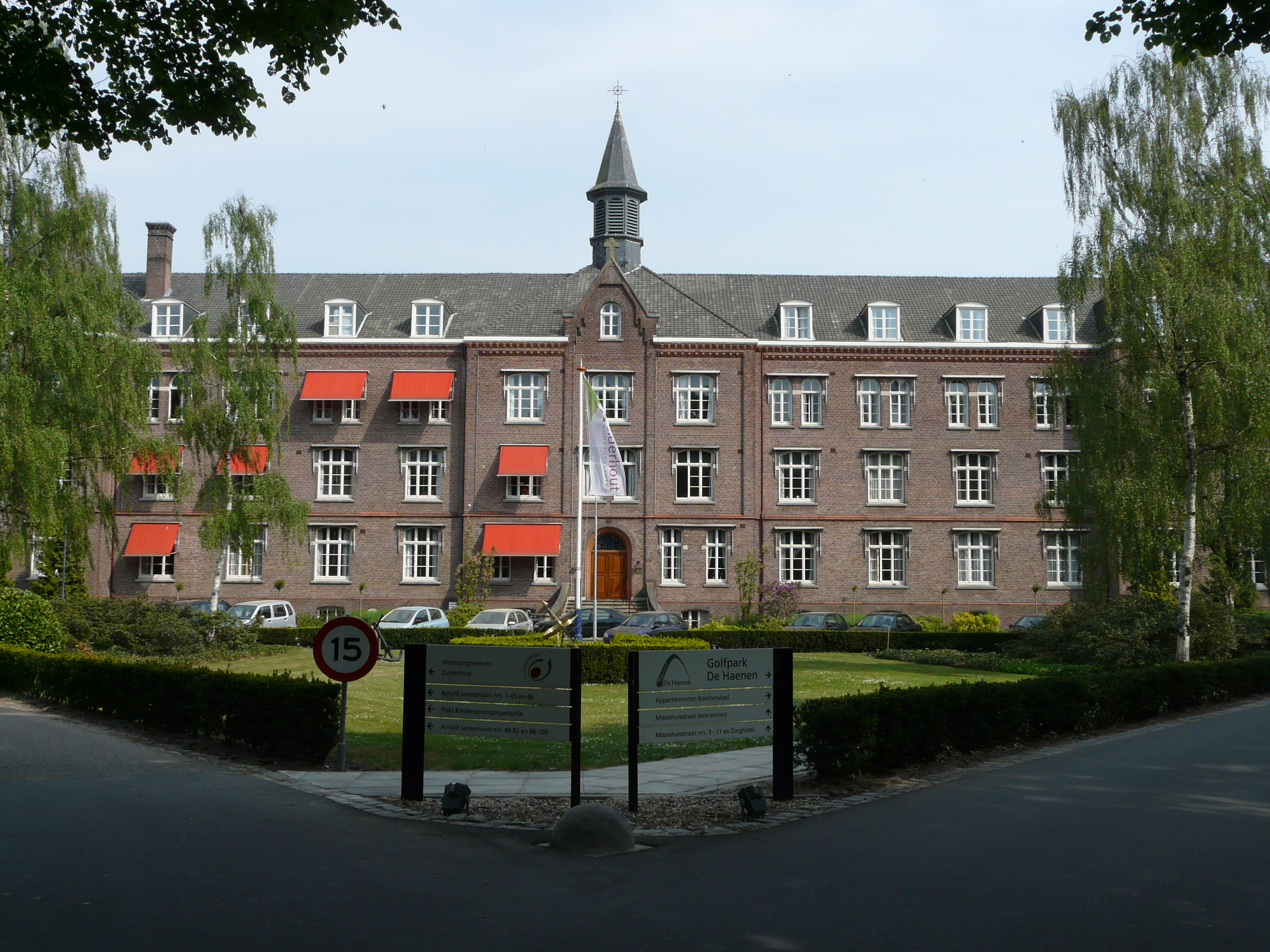
Zuiderhout

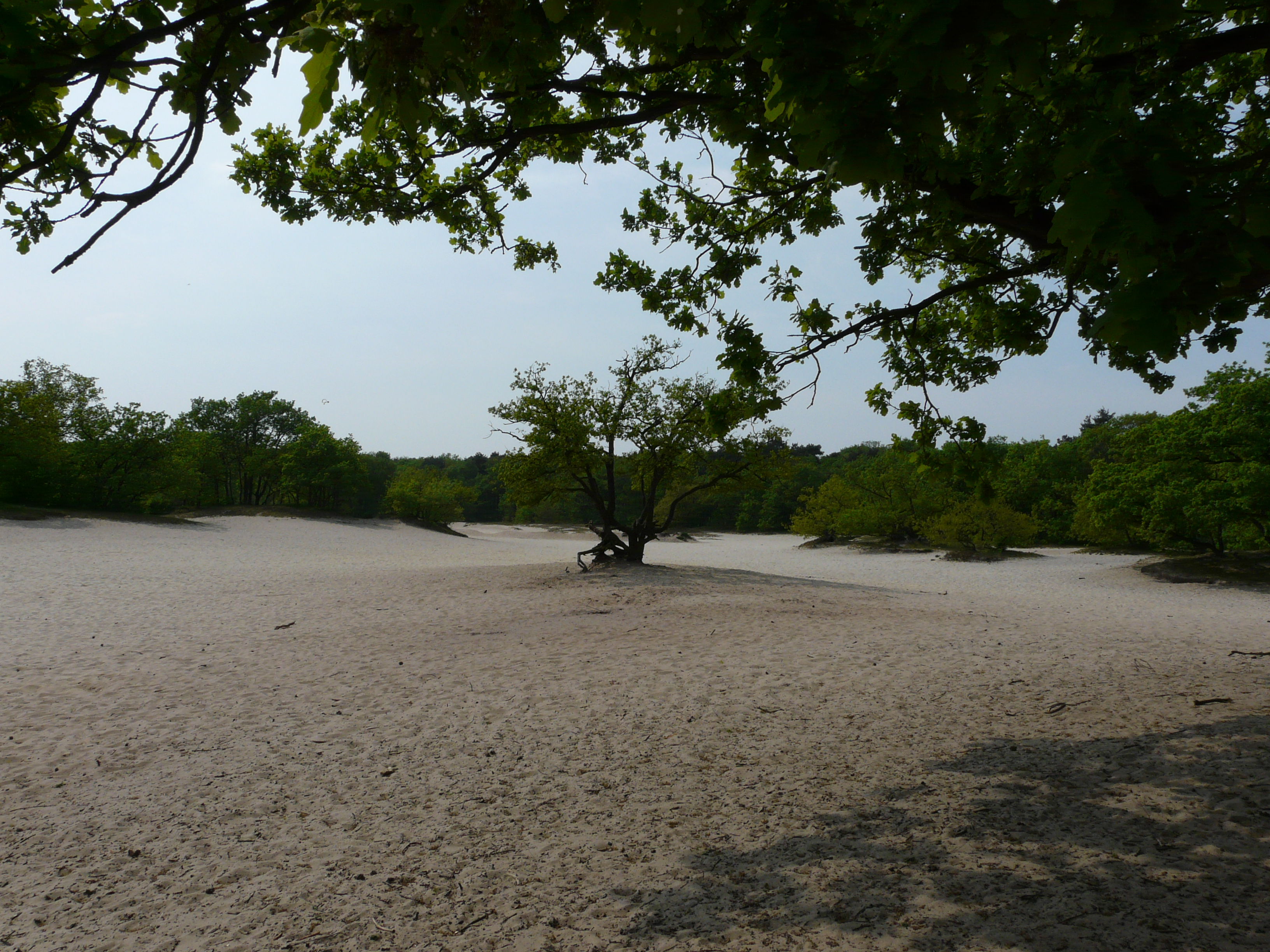
Zandverstuiving Cadettenkamp op de Teteringse Heide

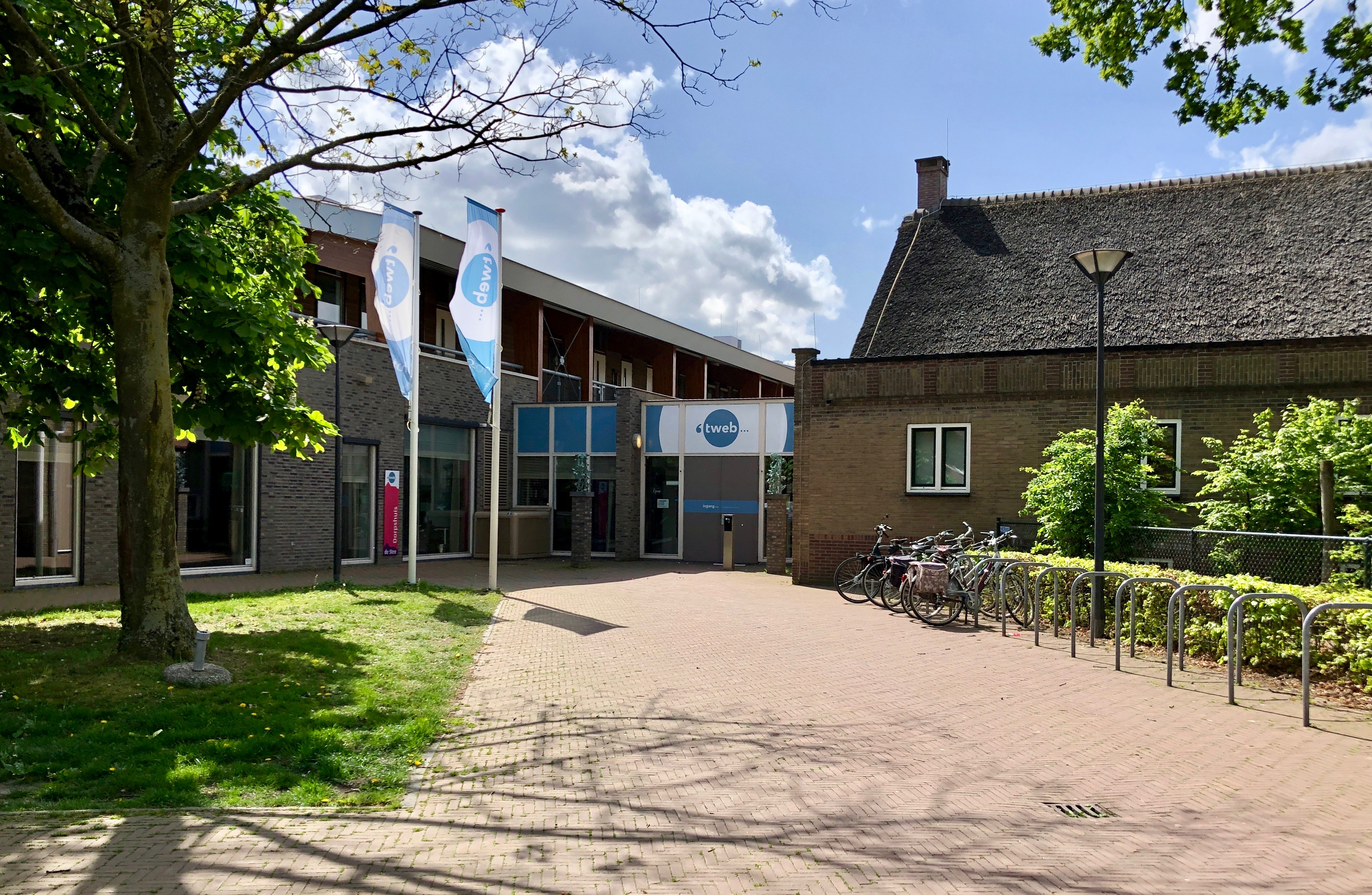
Dorpshuis 't Web

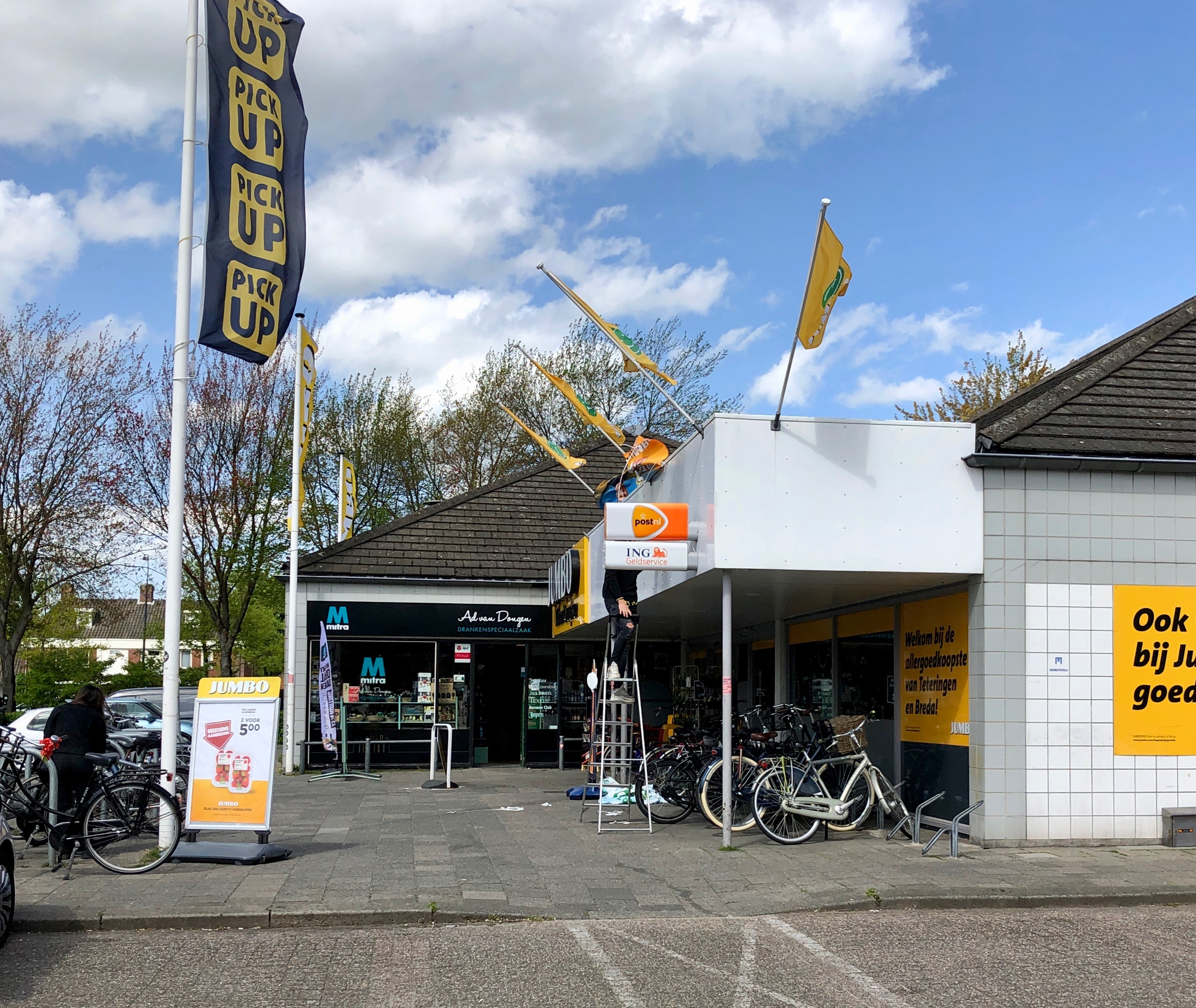
Winkelvoorzieningen Teteringen

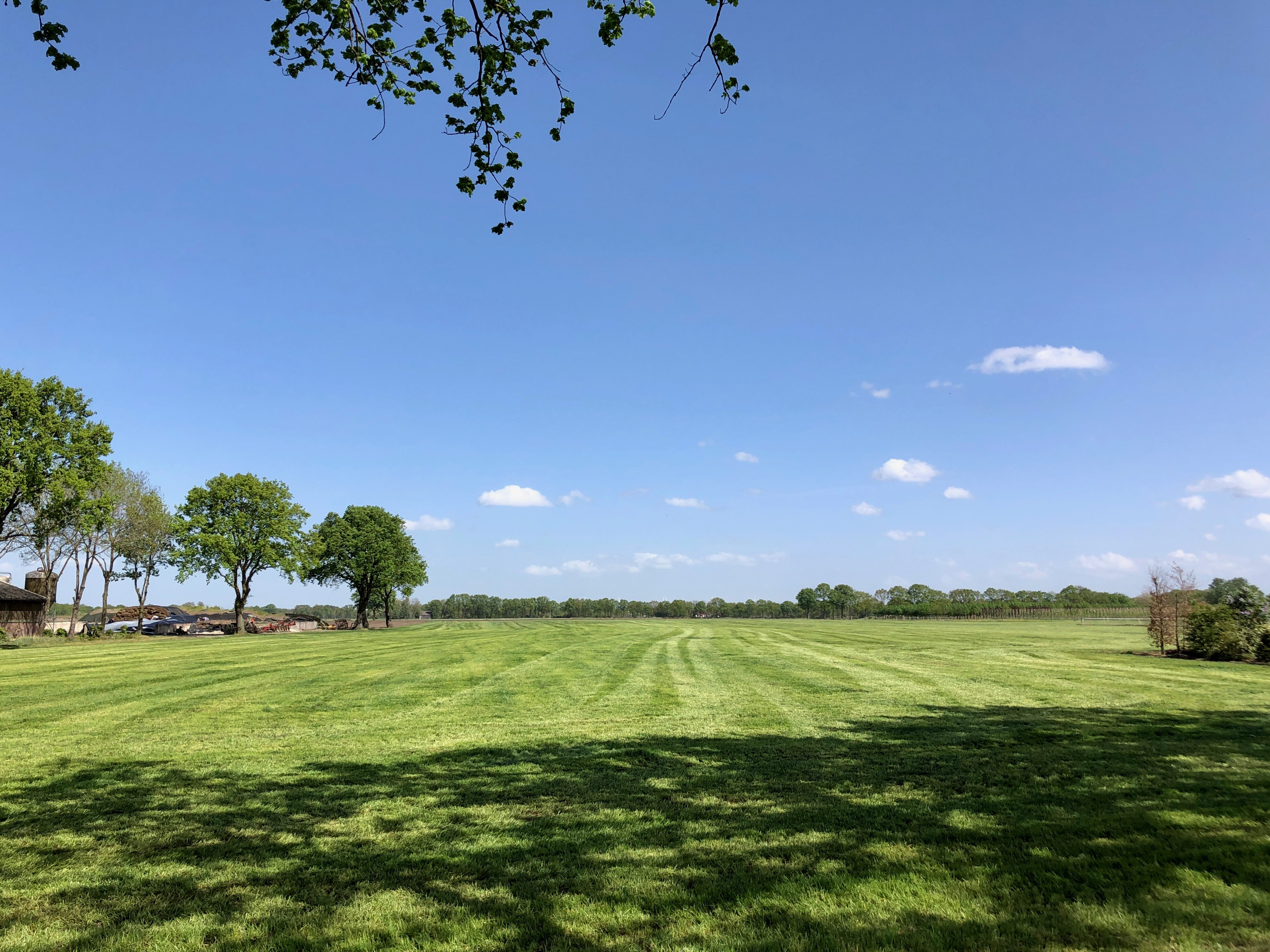
Lage Vuchtpolder nabij Groenstraat

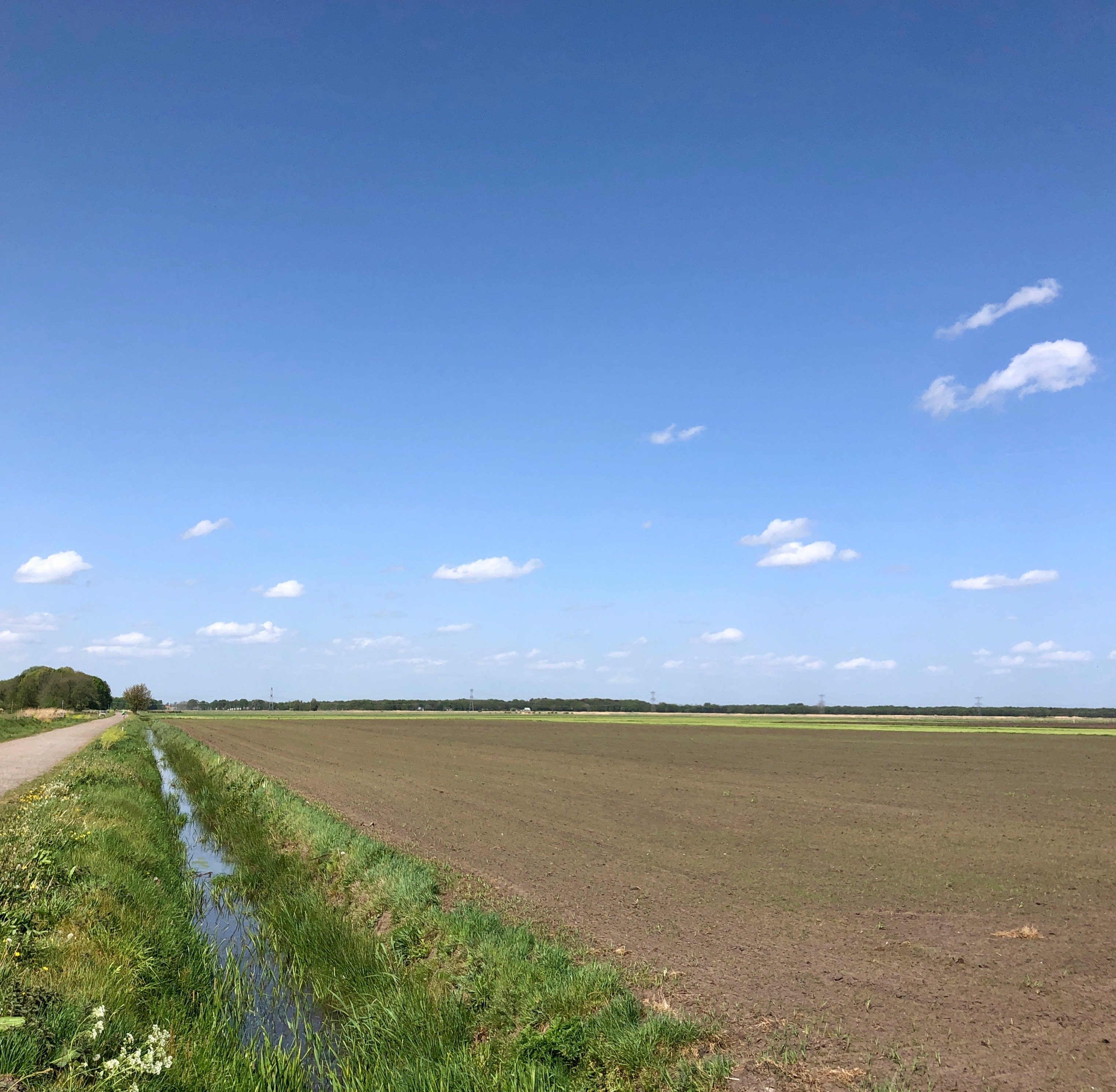
Lage Vuchtpolder nabij Zwarte Dijk

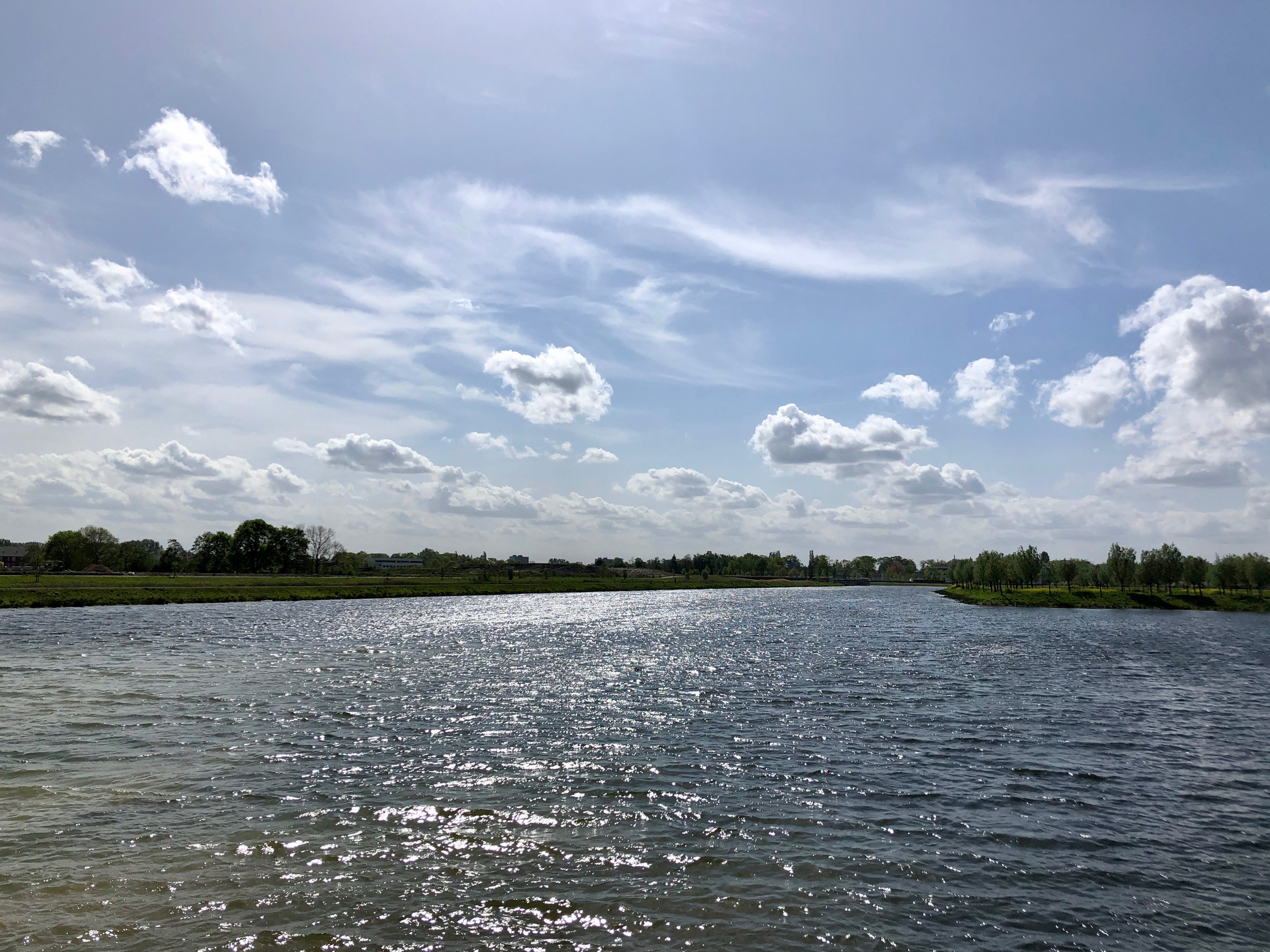
Waterakkers

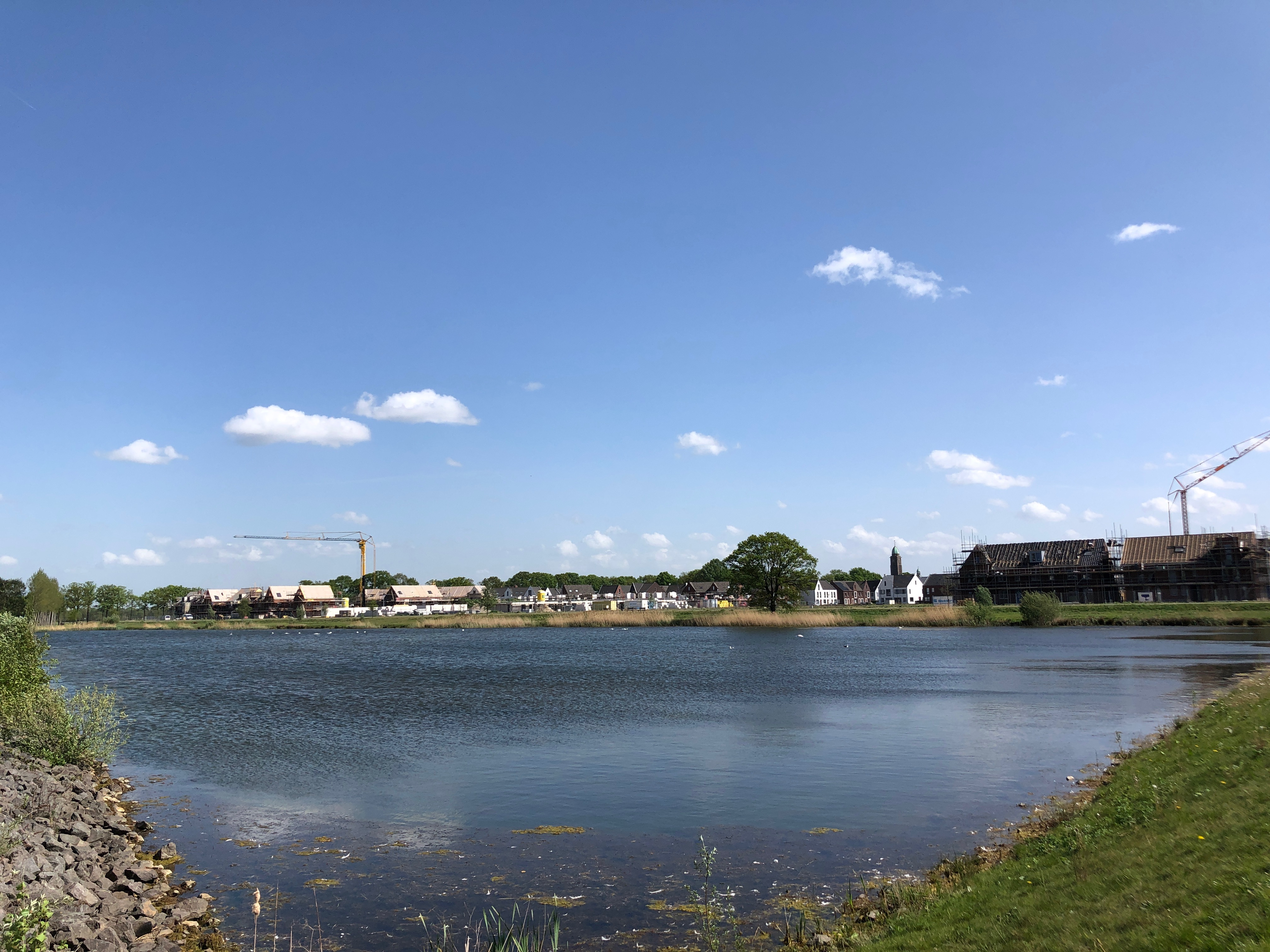
Waterakkers met uitzicht op De Bouverijen

Teteringen is een voormalig kerkdorp in de gemeente Breda, in de Nederlandse provincie Noord-Brabant. Het is gelegen tussen Breda en Oosterhout.
Het dorp Teteringen telt 8.850 inwoners (bron: Bevolkingsregister 2023).
Voor 1997 was Teteringen ook de hoofdplaats van de gelijknamige zelfstandige gemeente. Deze gemeente, die oorspronkelijk zelfs tot het toenmalige dorp Ginneken reikte, is door herindelingen in 1927, 1942, 1961 en ten slotte 1997 opgegaan in de gemeente Breda.
Teteringen ligt tussen de Vrachelse Heide en de Teteringse Heide, die onder meer een zandverstuiving omvat. In Teteringen is een aantal boerderijen bewaard gebleven. De oudste zijn de Hofsteden die gebouwd zijn tussen 1600 en 1850.

## Toponymie
De naam 'Theteringe' komt voor het eerst in een bron uit 1274 voor en de naam 'Tateringhen' in 1304. Over de betekenis van deze naam bestaat geen eenduidige opvatting.

## Geschiedenis
De eerste vermelding van Teteringen stamt uit 1274. In het document was sprake van een gift van de Heer en Vrouwe van Breda aan de poorters van deze stad. Teteringen behoorde tot de Baronie van Breda. Omstreeks 1500 werd er in Teteringen een kapel gebouwd ter plaatse van het huidige kerkhof. Tijdens de diverse malen dat Breda werd belegerd gedurende de Tachtigjarige Oorlog, werd de kapel zwaar beschadigd. Een overblijfsel van het Beleg van Breda is een begraafplaats, nu een bosschage, van Spaanse soldaten in de Lage Vuchtpolder aan de Salesdreef. Tijdens de belegeringen brandden ook diverse huizen af. In 1557 kregen de katholieken weer de beschikking over een schuurkerk aan de huidige Sint-Josephstraat. In 1810 kregen de katholieken de beschikking over een aan Sint-Willibrord gewijde Napoleonskerk aan de Hoolstraat, die in 1927 werd vervangen door de huidige kerk.
In 1795 werd Teteringen een van Breda onafhankelijke municipaliteit, in 1814 een zelfstandige gemeente. In deze tijd besloeg de gemeente Teteringen een zeer aanzienlijk grondoppervlak, vele malen groter dan de gemeente Breda destijds. De kaart van de gemeente uit 1867 laat dit nog goed zien.
Toen de stad Breda begon te groeien moest Teteringen meermalen gebied en inwoners aan de gemeente Breda afstaan, en wel in 1927 (400 ha en 7.000 inwoners), in 1942 (350 ha en 1.500 inwoners) en in 1961. In 1997 werd Teteringen in zijn geheel geannexeerd door Breda en hield op te bestaan als zelfstandige gemeente. Het noordelijke deel van het buitengebied van de voormalige gemeente Teteringen is bij de gemeente Oosterhout gevoegd.
Oorspronkelijk was Teteringen een straatdorp. De oudste straten Hoolstraat en Hoeveneind dateren uit de 11e eeuw. Voor de Franse tijd lag er in Teteringen één verharde weg: de straatweg die via het gehucht Zandberg naar Ginneken liep. De Teteringsedijk dateert uit de middeleeuwen en was oorspronkelijk ook een echte dijk in het overwegend lage land. De Oosterhoutseweg is in 1813 door toedoen van Napoleon aangelegd als onderdeel van de route Parijs-Breda-Amsterdam. Tussen 1881 en 1937 liep over de Oosterhoutseweg de tramlijn Breda - Oosterhout met het eindpunt in Keizersveer. De kasseien en spoorstaven liggen nog grotendeels als fundament onder de huidige weg. 
Tijdens de Tweede Wereldoorlog werden veel boerderijen aan het Hoeveneind gebruikt door de Duitse Wehrmacht waar soldaten werden ingekwartierd. Op de begraafplaats tegenover de Willibrorduskerk ligt een gedenksteen voor twee gesneuvelde Poolse soldaten van de 1e Poolse Pantserdivisie van generaal Stanisław Maczek. Zij zijn begraven op het Pools militair Ereveld aan de Ettensebaan te Breda. 
Tot midden jaren '60 van de twintigste eeuw liep de toenmalige Heistraat van de huidige St. Josephstraat over in de huidige Wildhage naar het Moleneind. Er zijn tussen 1961 en 2004 veel straten met nieuwbouw bij gekomen wat er voor zorgde dat de oorspronkelijke agrarische cultuur vanaf dat moment veranderde in die van een welvarend forensendorp. In de tweede helft van de 20e eeuw breidde de stad Breda met de wijk Hoge Vucht zich sterk uit in noordoostelijke richting. In het begin van de 21e eeuw werd de wijk Waterdonken hier aan toegevoegd, waardoor de bebouwing dicht tegen die van Teteringen aan komt.

## Bezienswaardigheden
- De Willibrorduskerk, een rijksmonument, staat aan de Kerkstraat 1 en is een Christocentrische kerk uit 1927 met neobyzantijnse kenmerken. In de kerk staat een orgel welke in 1823 is gebouwd door de Vlaming Jean-Joseph Delahaye. Het in 1991 volledig gerestaureerde orgel is een rijksmonument en uniek in Nederland.
- Diverse woonhuizen, waarvan dat op Hoolstraat 10 het oudste is en uit de 18e eeuw stamt. Belangrijke 19e-eeuwse huizen vindt men aan Hoolstraat 26, 36 en 86.
- Een aantal boerderijen, waarvan vooral het woongedeelte oud kan zijn, zoals Moleneind 12 (1612). Voorts de Blauwe Hoef aan Blauwhoefsedreef 1, waarvan het gebouw uit omstreeks 1800 stamt, doch het onderkelderde woongedeelte waarschijnlijk 17e-eeuws is en kloostervensters bevat in de zijgevel. Hoeveneind 27 en Moleneind 10 zijn langgevelboerderijen uit het midden van de 19e eeuw, waarvan de kern 17e-eeuws zal zijn. Op het erf van Moleneind 10 bevindt zich een Vlaamse schuur, een bakhuis en een karschop. Hoeveneind 7 is een langgevelboerderij uit 1810 met een uitgebouwde herenkamer uit 1708. Op Hoeveneind 61 bevindt zich eveneens een boerderij met uitgebouwde herenkamer, nu uit 1732. Ook deze bezit een Vlaamse schuur. Op Blauwhoefsedreef 5 en Groenstraat 8 bevinden zich langgevelboerderijen uit 1871 respectievelijk 1886.
- Jeugddorp Maria Rabboni, nu Stichting Sterk Huis, opgericht door de Dominicanessen van Bethanië was oorspronkelijk het landgoed Rustenburg. Het landhuis uit 1788 is nog aanwezig. Hier ligt ook de buitenplaats Laanzicht uit 1790, verbouwd in 1870. In de tuin bevinden zich nog enkele monumentale oude bomen, waaronder een linde met een stamomtrek van 250 cm en drie oude beuken met stamomtrekken van circa 380 cm.

## Museum
- Heemschuur De Stee, een heemkundemuseum, ondergebracht in een Vlaamse schuur aan de Sint-Josephstraat.

## Natuur en landschap
Teteringen wordt omgeven door zeer uiteenlopende landschappen. Ten oosten van Teteringen bevindt zich de Teteringse Heide met het Cadettenkamp en het Galgenveld. Dit gebied van 100 ha bestaat overwegend uit naaldbos met natuurlijke open zandverstuivingen. In het noordoosten ligt de Oosterheide en Kalix Berna (sinds 1997 grondgebied van de gemeente Oosterhout). Ten noorden ligt een landbouwgebied en de wat heuvelige Vrachelse Heide begroeid met heide en grove dennenbossen. Ook bevindt zich hier een Joodse begraafplaats. Ten noordwesten van het Hoeveneind ligt de drassige en vogelrijke Lage Vuchtpolder, een natuurgebied dat de overgang vormt tussen de oostelijke zandgronden en bossen en de westelijke kleigronden welke deel uitmaakt van de ecologische hoofdstructuur van Noord-Brabant. Ten zuidwesten van Teteringen liggen de Waterakkers: een ecosysteem waar regenwater uit de wijken Bouverijen en Waterdonken wordt opgevangen, via een zuiveringsmoeras wordt gereinigd en teruggeven aan de natuur.

## Evenementen
- Dorpsloop
- Jaarmarkt
- Carnaval: Oorspronkelijk heette Teteringen: Tatenringhen. Later is deze naam verbasterd tot Totdenringen zoals Teteringen tijdens de carnavalsperiode wordt omgedoopt.
- Hittegolf festival, 2 jaarlijks festival voor en door Teteringenaren.

### Weekmarkt
De weekmarkt is op vrijdagmorgen van 9:00 tot 12:00 uur op het Willem-Alexanderplein.

## Onderwijs
Er zijn vier basisscholen: de Katholieke basisschool De Wegwijzer, de Katholieke basisschool Helder Camara, de openbare basisschool De Springplank en de Nutsbasisschool Teteringen. Ook zijn er vier kinderopvanglocaties: de Stee, de Mandt, de Nuts en de Groenstraat. Sinds augustus 2007 is er een school voor voortgezet onderwijs 'Curio scala' gevestigd.

## Sport

### Sportverenigingen
- R.K. Voetbalvereniging Duc in Altum (RKVV DIA)
- Shotokan Karate-Do Teteringen
- Teteringse Tennisvereniging
- MHC Teteringen
- Golfclub De Haenen
- Schietvereniging St. Willibrordus

## Media
- Lokaal weekblad “Allerlei”.

## Voorzieningen
- Dorpshuis 't Web.
- Park Zuiderhout op het terrein van het voormalige Missiehuis Sint Franciscus Xaverius.
- Stichting Tools To Work, werkplaats voor inzameling en reparatie van gereedschap en naaimachines voor Afrika.
- Het Gastenhuis in het voormalige gemeentehuis, een kleinschalige zorgformule die zorg biedt aan mensen met dementie.

## Verkeer en vervoer
Teteringen is bereikbaar vanaf de A27. Vanaf Breda Noord bereikbaar via de N285 (Nieuwe Kadijk) naar de Oosterhoutseweg.

### Openbaar vervoer
Verzorgd door Arriva (Bravodirect):
- Lijn 370: Etten-Leur - Breda - Teteringen - Oosterhout - Raamsdonksveer - Geertruidenberg
- Lijn 371: Etten-Leur - Breda - Teteringen - Oosterhout - Oosteind - Dongen - Tilburg
- Lijn 372: Breda - Teteringen - Oosterhout

## Geboren in Teteringen
- Pieter A.H. Hofman (1886-1965), glazenier, kunstschilder, grafisch ontwerper en boekbandontwerper
- Frans Lourijsen (18889-1934), architect
- Hein Hoeben (1899-1942), journalist
- Chris Walder (1900-1997), voetballer en voorganger van de Apostolische gemeente
- Fik Abbing (1901-1955), kunstschilder, illustrator, glazenier
- Max Adriani Engels (1901-1976), sportjournalist
- Guus Weitzel (1904-1989), radio-omroeper en -verslaggever
- Adrianus Wilhelmus Kooijman (1911-1987), bestuursambtenaar in Nederlands-Indië, burgemeester van Dongen
- Jaap van Ginneken (1913-1972), dirigent en componist
- Jef van de Vijver (1915-2005), wielrenner
- Nelly van Ree Bernard (1923-2010), musicologe, architect en kunstenaar
- Guus Hellegers (1937-2019), beeldhouwer en medailleur
- Pépé Grégoire (1950), beeldhouwer
- Daphne Touw (1970), hockeyster
- Milan van Baal (1993), hockeyer
- Floris Wortelboer (1996), hockeyer
- Teun Beins (1998), hockeyer

## Nabijgelegen kernen
Breda, Dorst, Oosterhout en Terheijden.